# Dopravní podnik města Olomouce
Dopravní podnik města Olomouce, a.s. (Nederlands: Openbaarvervoersbedrijf van de stad Olomouc, afgekort: DPMO) is een naamloze vennootschap (akciová společnost) gevestigd in de Moravische stad Olomouc. De DPMO is op 29 maart 1994 ontstaan als opvolger van het staatsbedrijf Dopravní podnik města Olomouce en de stad Olomouc is zijn enige aandeelhouder. Het openbaarvervoersbedrijf is verantwoordelijk voor het openbaar vervoer in de stad en heeft ook enkele lijnen naar omliggende gemeenten (Bukovany, Bystrovany, Horka nad Moravou, Samotišky en Skrbeň). In 2018 had de DPMO 78 bussen en 68 trams ter beschikking en vervoert zo'n 58 miljoen reizigers per jaar.